# Bonn International 2022
Die Bonn International 2022 fanden vom 15. bis zum 18. Juni 2022 in Bonn statt. Es war die zweite Austragung dieser internationalen Meisterschaften von Deutschland im Badminton.

## Sieger und Platzierte
| Disziplin    | Gold                                | Silber                                    | Bronze                             |
| ------------ | ----------------------------------- | ----------------------------------------- | ---------------------------------- |
| Herreneinzel | Justin Hoh                          | Su Li-yang                                | Syabda Perkasa Belawa              |
| Herreneinzel | Justin Hoh                          | Su Li-yang                                | Chen Chi-ting                      |
| Dameneinzel  | Stephanie Widjaja                   | Sung Shuo-yun                             | Siti Sarah Azzahra                 |
| Dameneinzel  | Stephanie Widjaja                   | Sung Shuo-yun                             | Bilqis Prasista                    |
| Herrendoppel | Chiu Hsiang-chieh Yang Ming-tse     | Liao Chao-pang Lin Chia-yu                | Su Ching-heng Ye Hong-wei          |
| Herrendoppel | Chiu Hsiang-chieh Yang Ming-tse     | Liao Chao-pang Lin Chia-yu                | Wei Chun-wei Wu Guan-xun           |
| Damendoppel  | Hsu Ya-ching Lin Wan-ching          | Lanny Tria Mayasari Jesita Putri Miantoro | Lee Chia-hsin Teng Chun-hsun       |
| Damendoppel  | Hsu Ya-ching Lin Wan-ching          | Lanny Tria Mayasari Jesita Putri Miantoro | Chang Ching-hui Lee Chih-chen      |
| Mixed        | Amri Syahnawi Winny Oktavina Kandow | Samy Corvée Flavie Vallet                 | Chen Zhi-ray Cheng Chi-ya          |
| Mixed        | Amri Syahnawi Winny Oktavina Kandow | Samy Corvée Flavie Vallet                 | Patrick Scheiel Franziska Volkmann |